# Statue équestre

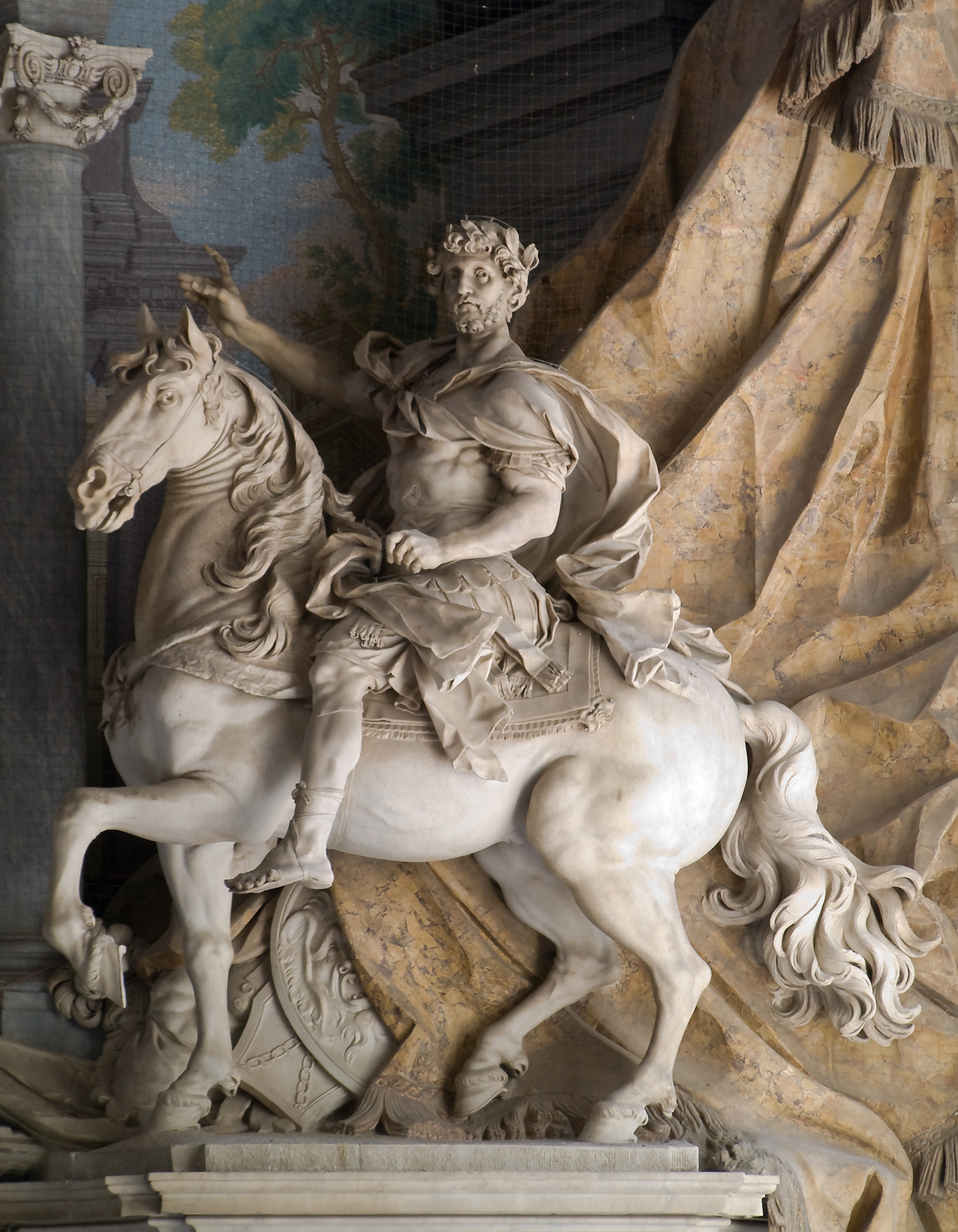
Statue équestre de Charlemagne, par Agostino Cornacchini (1720-1725), basilique Saint-Pierre du Vatican.

La statue équestre est un type de statue représentant un personnage monté sur un cheval. Elle tient un rôle à part dans le domaine de la sculpture, du fait de la difficulté technique et du coût de sa fabrication. Les sujets représentés sont typiquement des souverains, ou, plus récemment, des chefs militaires.

## Histoire

### Grèce antique
En Occident, la statuaire équestre remonte au moins à l'époque archaïque. Le Cavalier Rampin du VIe siècle av. J.-C., trouvé sur l'Acropole d'Athènes, représente un kouros monté sur un cheval.

Statues équestres de l'Antiquité grecque
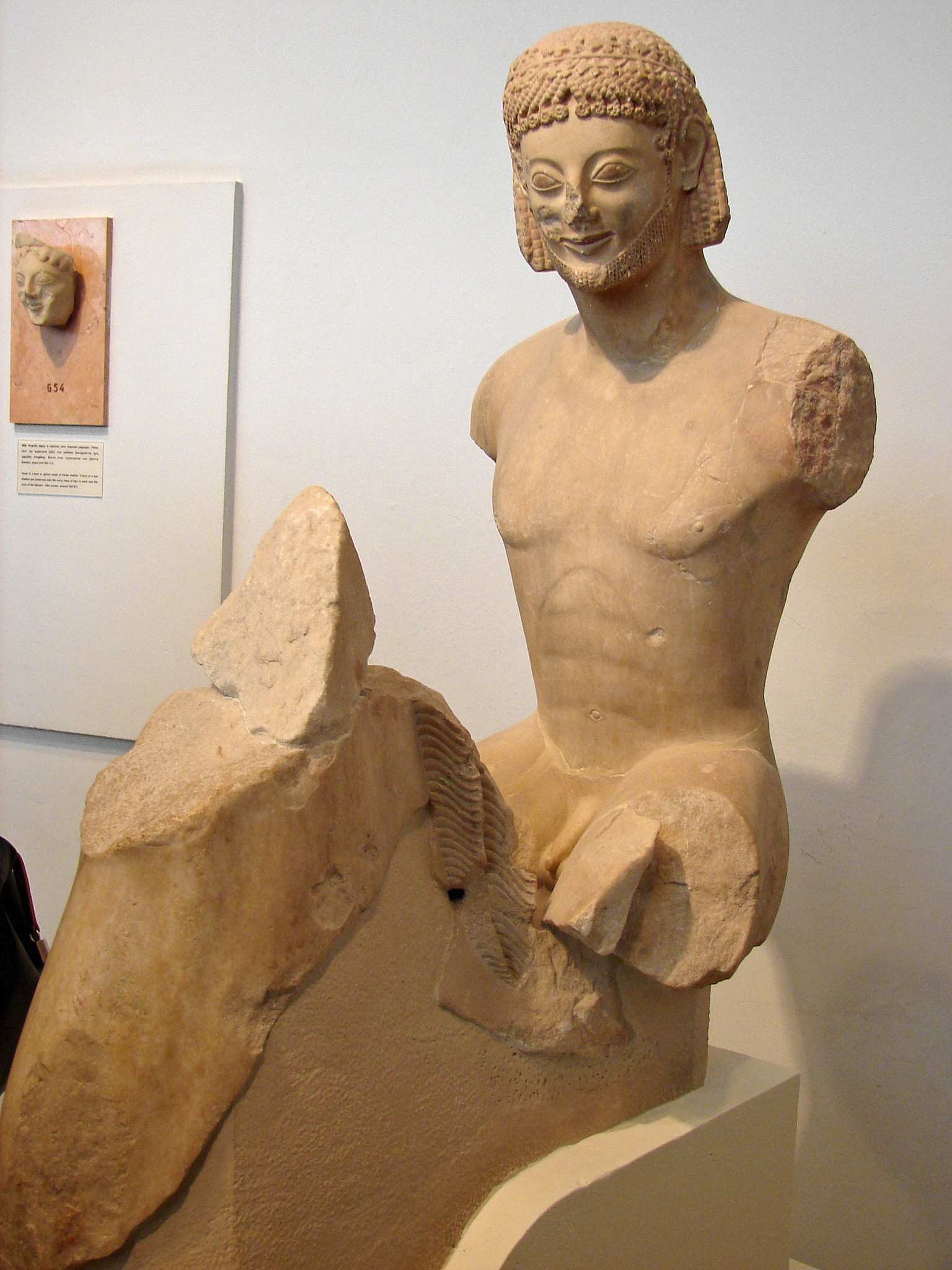
Cavalier Rampin, époque archaïque
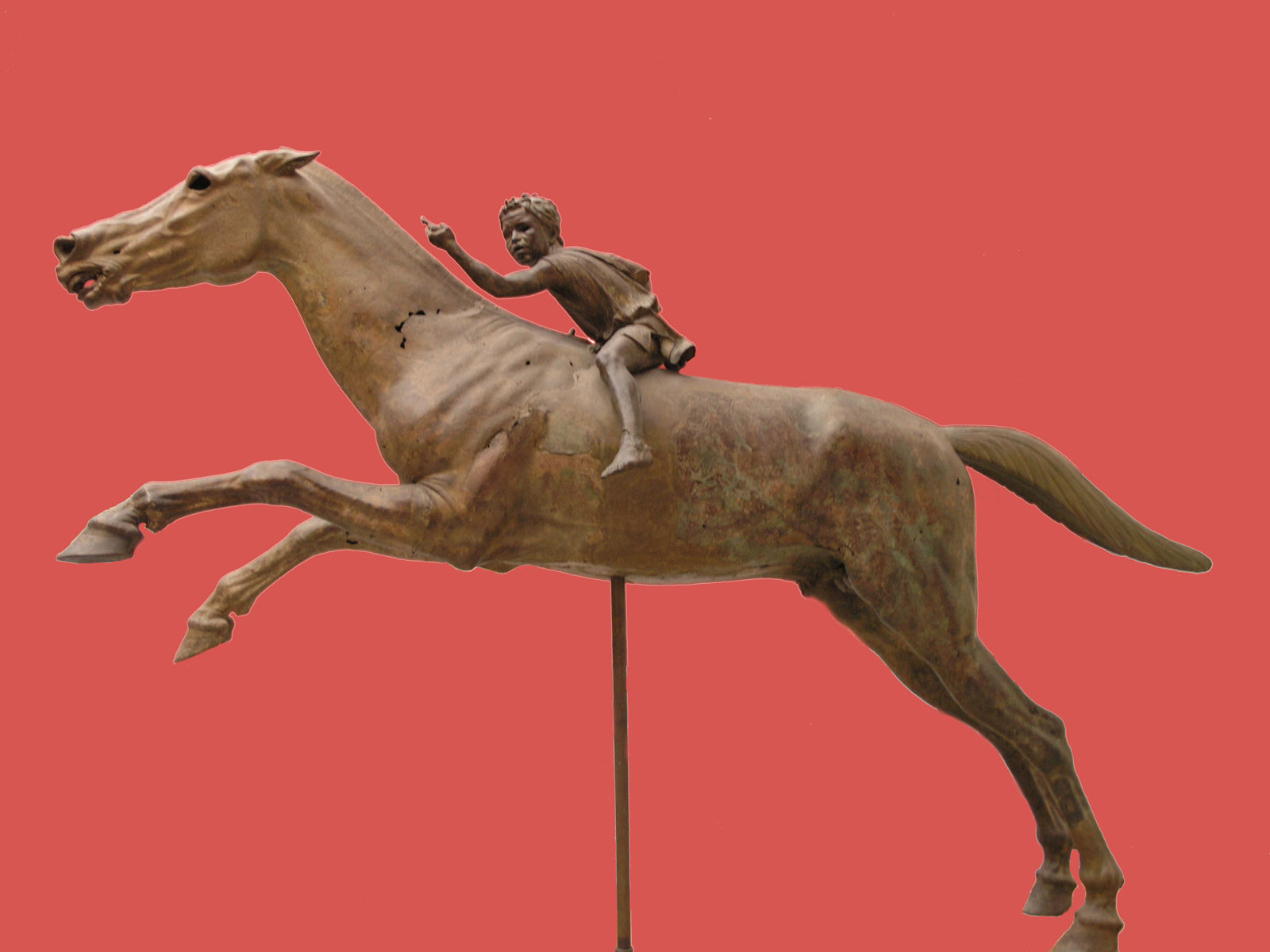
Le Jockey de l'Artémision, bronze grec du IIe siècle av. J.-C. représentant un cheval de course et son cavalier.
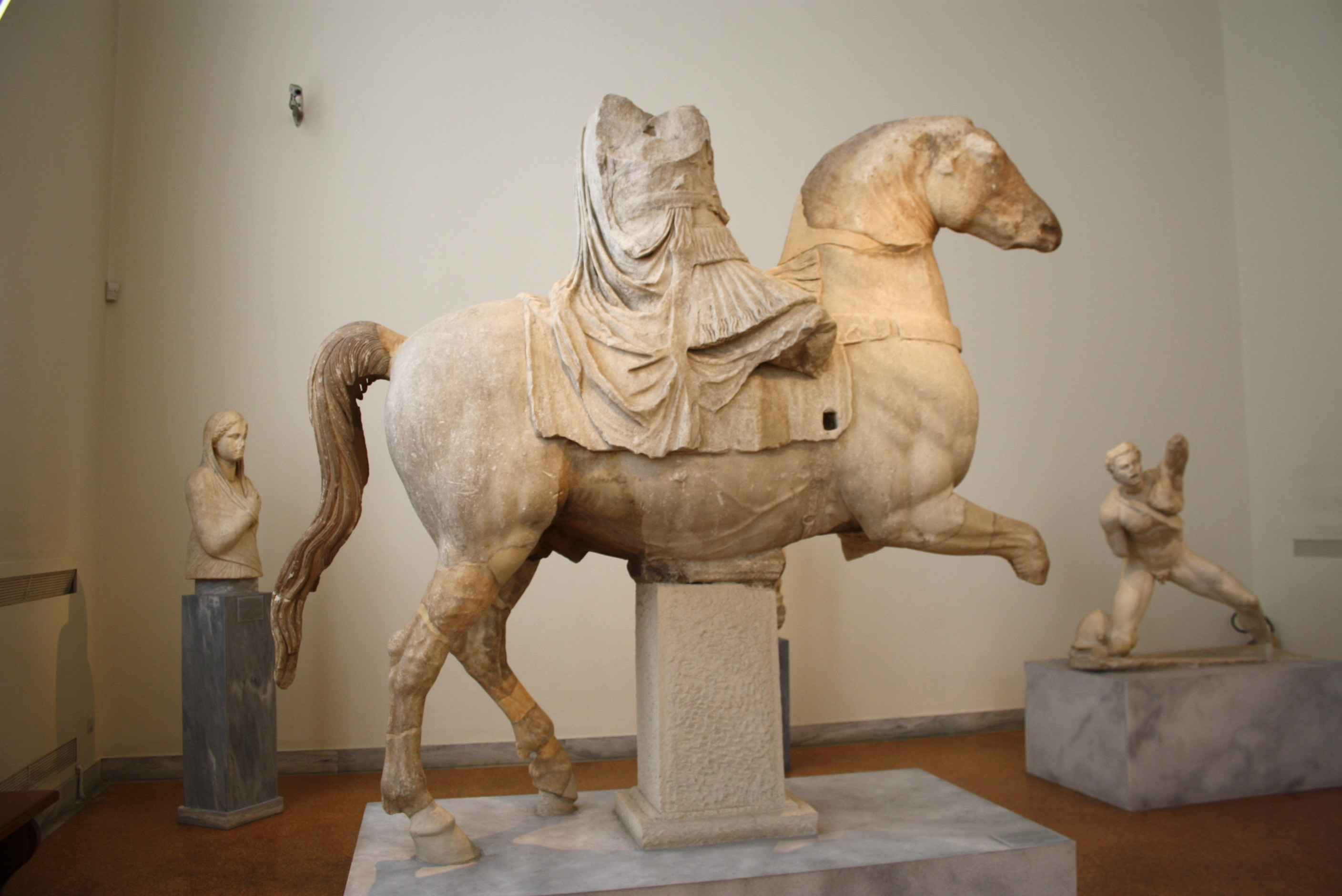
Officier monté portant un corselet trouvé à Milos, marbre de Paros de l'époque hellénistique (ca 100 av. J.-C.)

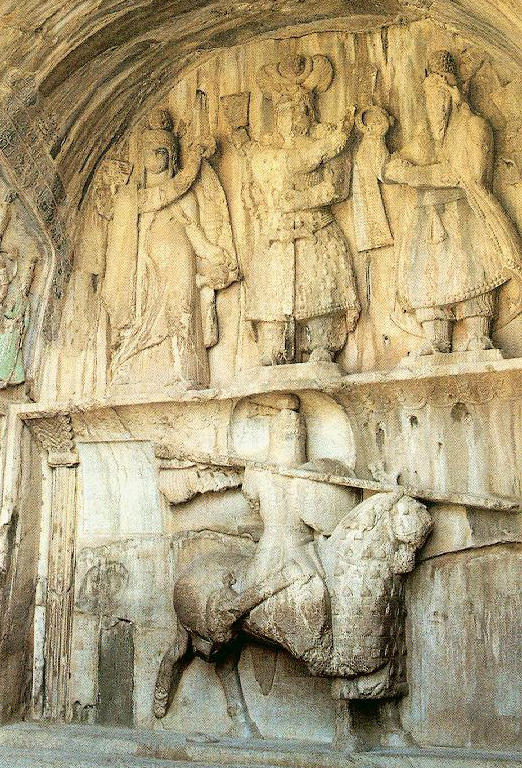
Statues de l'empereur sassanide Khosro II (en grec Chosroès) à Kermanshah, en Iran. Au registre supérieur, il est représenté debout entre Ahura Mazda, à droite, et Anahita, à gauche. Au registre inférieur, il est vêtu en cataphractaire sur son cheval favori, Chabdiz.

### Orient ancien
De nombreux bas-reliefs égyptiens, assyriens et perses représentent des personnages montés, habituellement des souverains, mais aucune statue en ronde-bosse n'est connue.
L'armée de terre cuite chinoise ne possède pas de cavaliers montés : ses cavaliers se tiennent à côté de leurs montures. Des poteries funéraires de la dynastie Tang en représentent cependant, à plus petite échelle. Aucun portrait équestre n'a été réalisé en Chine avant l'époque moderne : les statues des souverains ne font pas partie de l'art chinois traditionnel et jusqu'au XIe siècle, même les portraits peints n'étaient présentés aux personnes de haut rang qu'en des occasions particulières.

### Rome antique

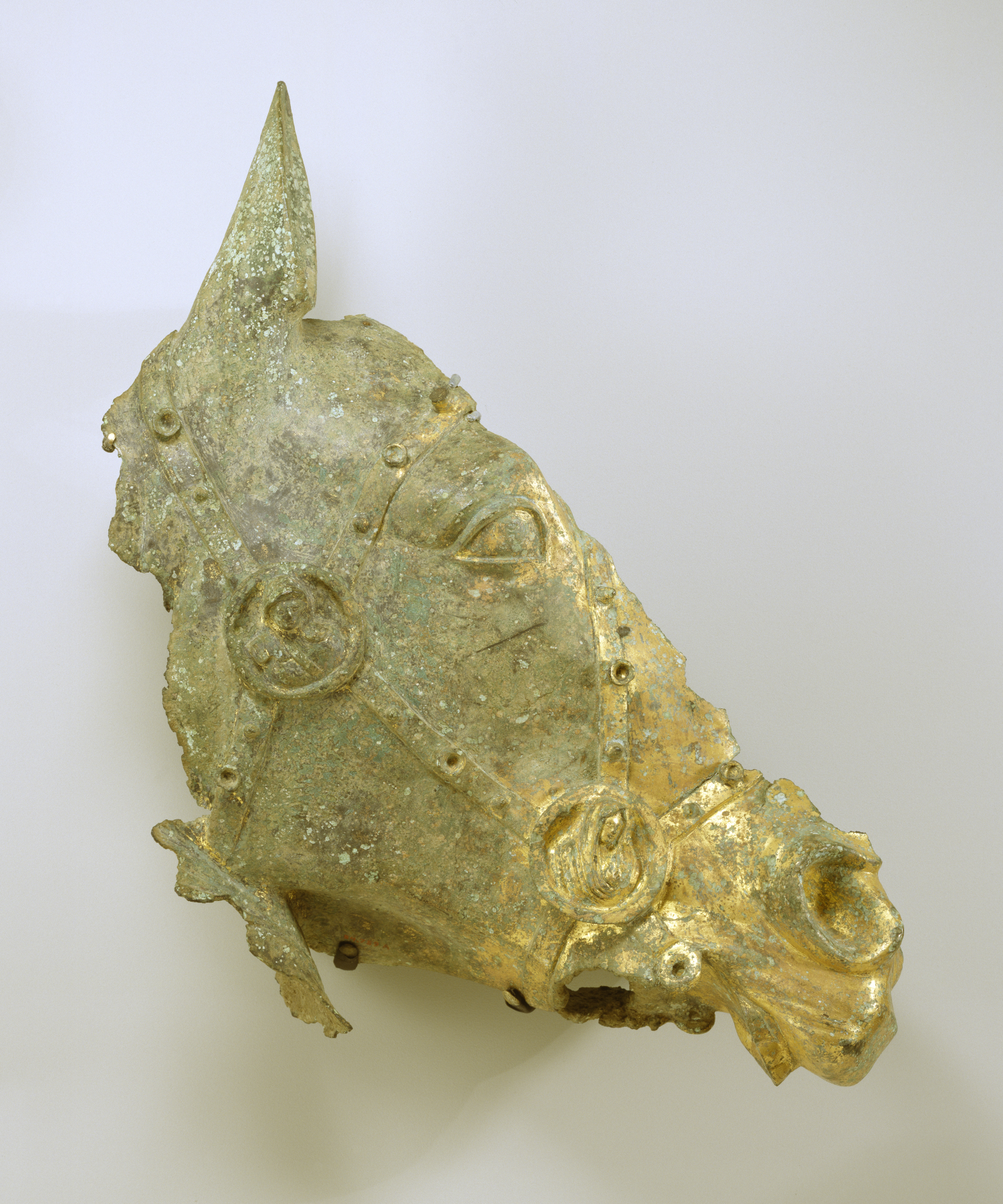
Tête de cheval, vestige d'un monument équestre, ca. 40. Walters Art Museum, Baltimore.

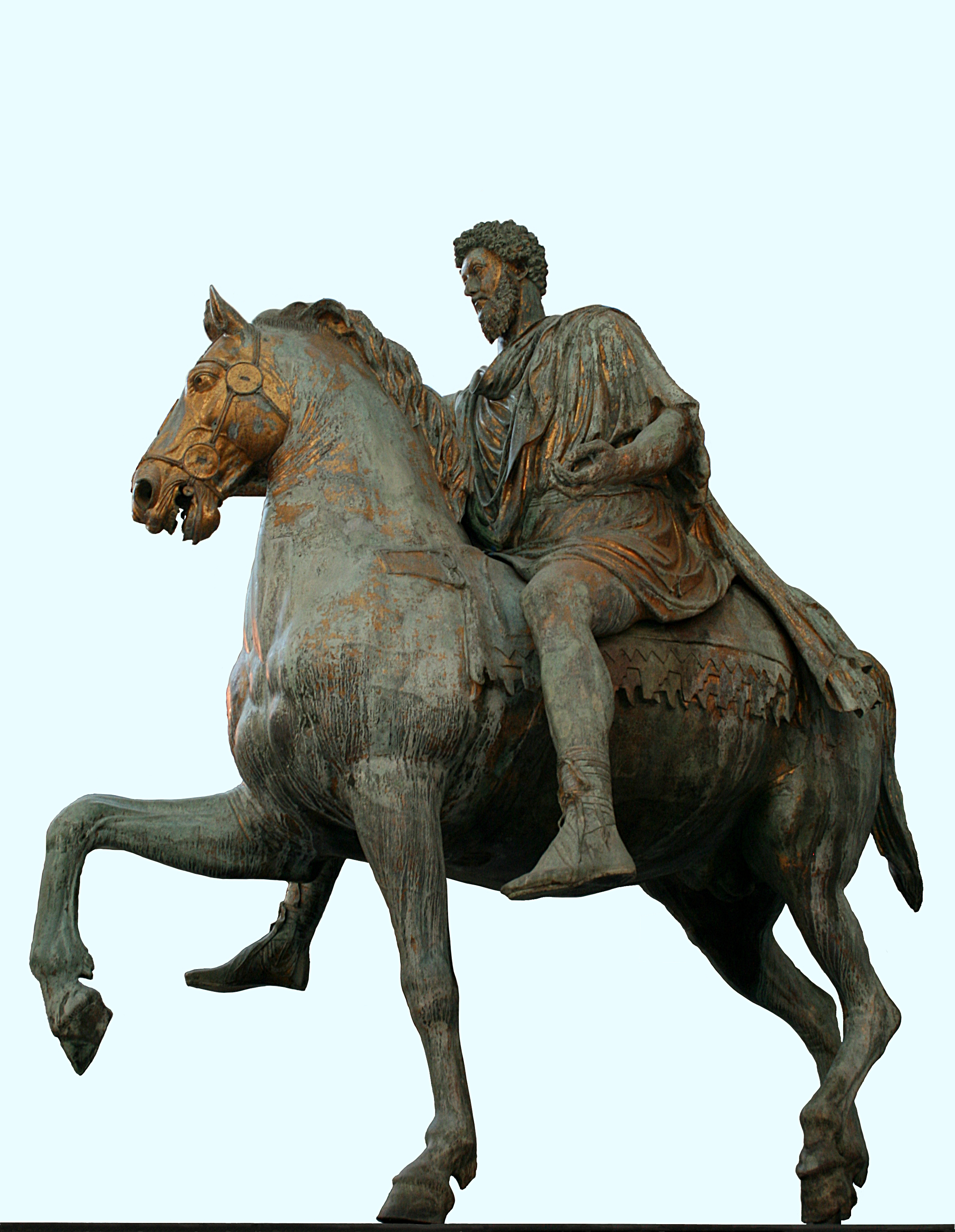
Statue équestre de Marc Aurèle

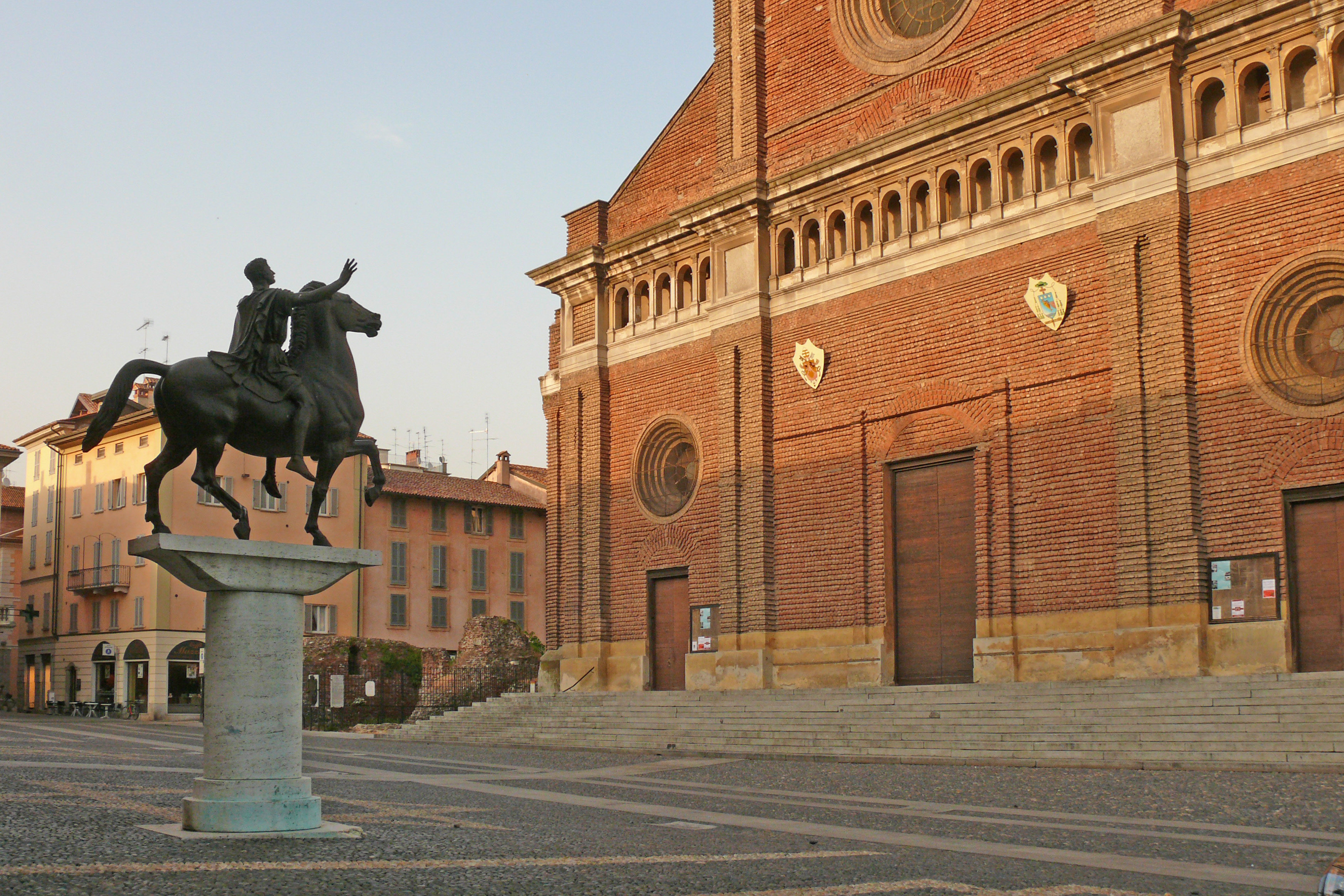
Le Regisole, copie devant la cathédrale de Pavie.

Les statues équestres honorent les chefs militaires et les hommes d'État qui souhaitaient mettre symboliquement l'accent sur leur rôle actif depuis l'époque romaine et sa classe équestre, les equites (pluriel d’eques) ou chevaliers.
Il existait de nombreux portraits équestres en bronze (particulièrement des empereurs) dans la Rome antique, mais presque tous ont été fondus pour fabriquer des pièces de monnaie, des cloches, ou pour d'autres usages, comme de nouvelles sculptures pour les églises chrétiennes. Le Colosse de Barletta a ainsi perdu une partie de ses jambes et de ses bras pour fondre des cloches en 1309. La seule statue équestre romaine en bronze parvenue jusqu'à nous est celle de Marc-Aurèle, érigée sur le Capitole, qui avait été prise par erreur pour une statue de l'empereur chrétien Constantin.
Le Regisole (« Roi Soleil »), un bronze équestre de l'époque classique ou tardive, a considérablement influencé les artistes de la Renaissance italienne, mais il a été détruit en 1796, durant la Révolution française. Érigé à Ravenne, il avait été transporté au Moyen Âge à Pavie, où il se trouvait sur une colonne devant la cathédrale. Un fragment d'un portrait équestre d'Auguste a également survécu.

### Europe médiévale

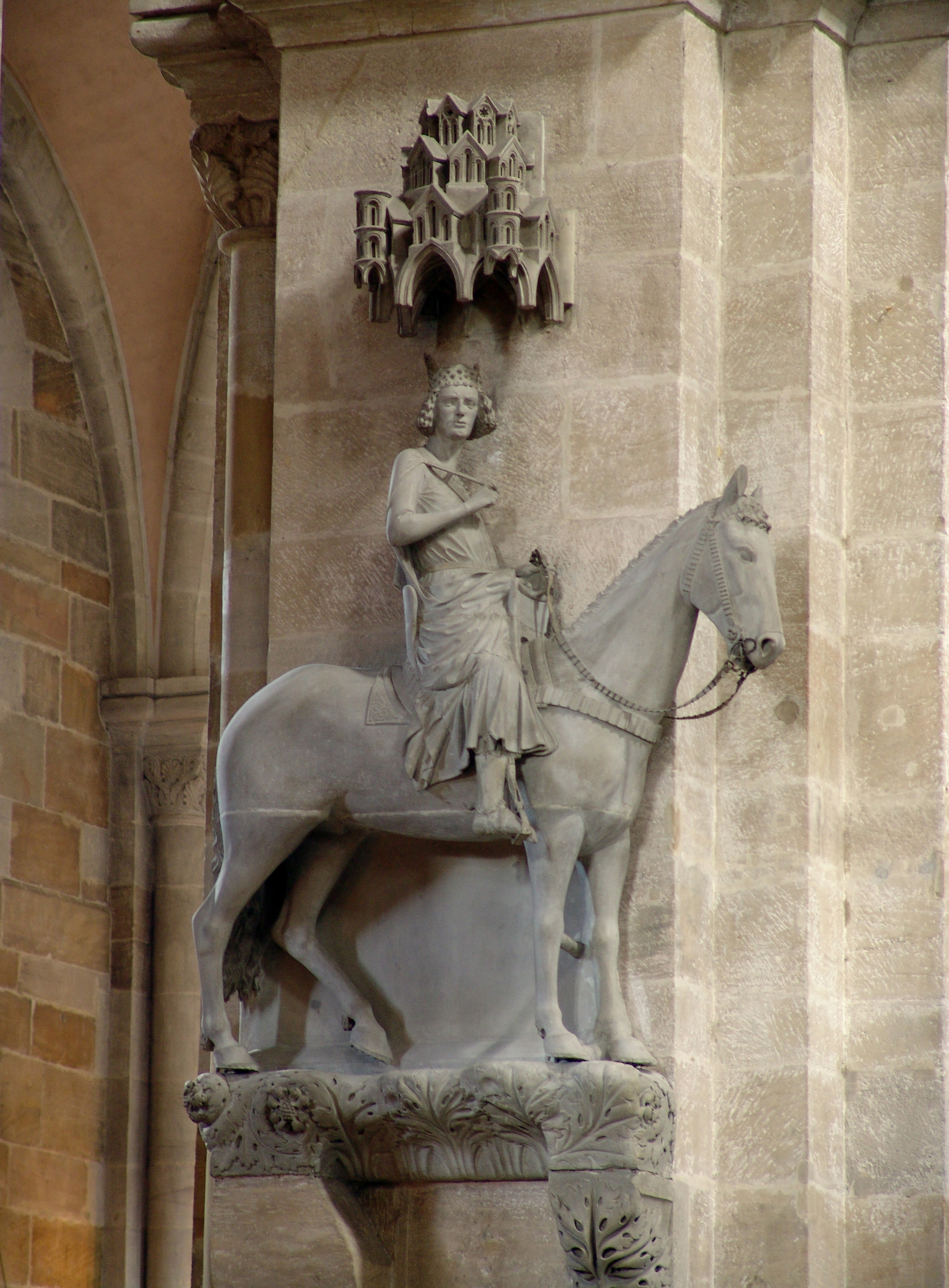
Le Cavalier de Bamberg.

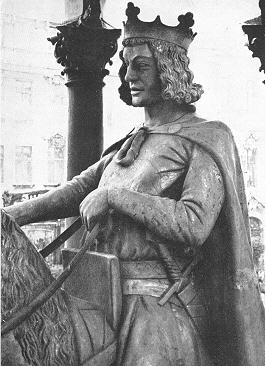
Le Cavalier de Magdebourg, une statue équestre en grès teinté réalisée vers 1240 et traditionnellement considérée comme un portrait d'Othon Ier (détail).

Les statues équestres n'étaient pas fréquentes au Moyen Âge. Il en existe cependant quelques exemples, comme le Cavalier de Bamberg (en allemand Der Bamberger Reiter), qui se trouve dans la cathédrale Saint-Pierre et Saint-Georges de Bamberg, en Haute-Franconie. Un autre exemple est le Cavalier de Magdebourg (de), qui représente l'empereur Othon Ier. Il existe aussi quelques statues de taille réduite de Saint Georges et le Dragon, notamment une célèbre à Prague et une autre à Stockholm. Les Tombeaux des Scaligeri de Vérone comportent des statues équestres gothiques de taille réduite. Un célèbre petit bronze conservé à Paris pourrait être un portrait contemporain de Charlemagne, bien que ni sa date, ni son sujet, ne soient certains.

#### Statues équestres en Italie
Les portraits équestres apparaissent au XIIe siècle en Italie sur les tombes des podestats. Guillaume Bérard, mercenaire angevin qui combattit pour les guelfes et qui est mort à la bataille de Campaldino en 1289, laissa la somme de 200 florins et ses biens au prieur de Santa Annunziata de Florence pour l'érection d'une tombe sur laquelle il est figuré portant l'armure, le bouclier et l'épée levée au moment de l'assaut.
Les portraits équestre italiens des XIIIe et XIVe siècles sont des sculptures politiques emblématiques de l'épisode communal. Parmi eux, le Portrait équestre en relief de Nazaro Ghirardini da Luca, sculpté en 1229 sur la Porta di Berno de l'enceinte de la ville de Reggio d'Emilie, le Portrait équestre du podestat Oldrado da Tresseno, sculpté en 1233 et qui figure sur la façade du Pallazzo della Ragione de Milan, ou encore le Portrait équestre du podestat Altenerion degli Azoni, sculpté vers 1320 pour orner la façade du Palazzo del podestà de Padoue.
Le portrait équestre d'Oldrado de Tresseno à Milan, sculpté en relief, est le plus ancien portrait équestre d'un personnage contemporain conservé en Italie. Le podestat de Milan y est représenté vêtu en praticien et chevauchant sa monture. Il tient les rênes dans la main gauche et dans la droite, aujourd'hui vide, le bâton de commandant. Il y est célébré pour son haut fait le plus célèbre qui est d'avoir chassé les cathares de Milan, comme précisé par le poème gravé sous le relief.

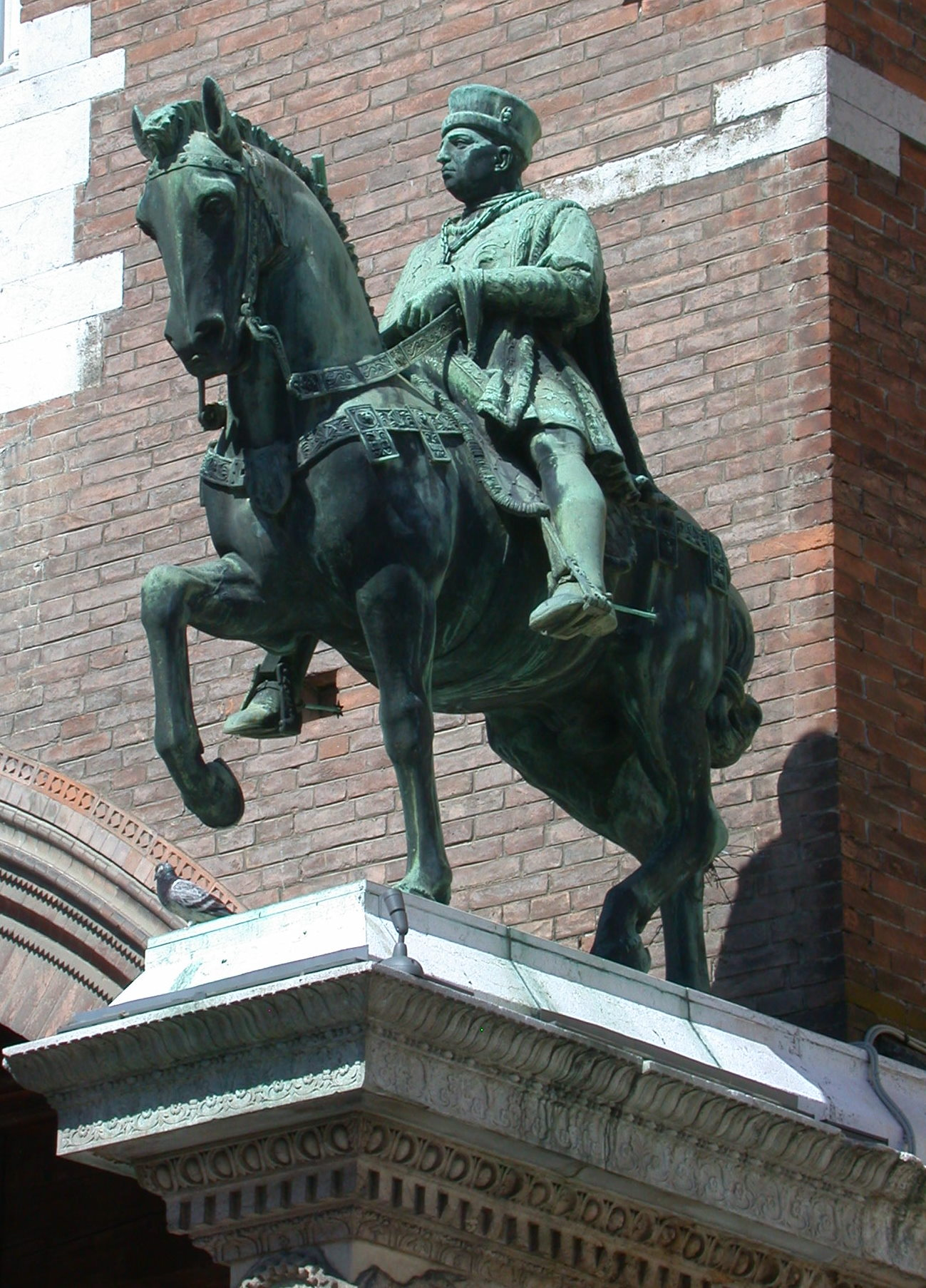
Statue équestre de Nicolas III, marquis de Ferrare. Copie du monument du XV.

La statue équestre de Nicolas III d'Este a été érigée au centre de la place de la cathédrale de Ferrare et fait face à la statue de son père, Alberto V, en pied et en costume de pèlerin que le conseil communal fit placer contre le mur de l'édifice religieux. Nicolas III y est représenté à cheval et armé pour la guerre. Cette statue a été érigée pour commémorer ses victoires sur les seigneurs du contado par son fils Lionel en 1443. Son socle à entablement à l'antique est traditionnellement attribué à Leone Battista Alberti qui entretient alors des liens étroits avec la cour humaniste de Ferrare.
Ces réalisations sont amplifiées et magnifiées par les dynasties de princes condottieres comme les Visconti de Milan ou les della Scala de Vérone.

#### Monuments funéraires équestres
La mode des tombes équestres se développe en Italie à la fin du Trecento.
Le premier monument funéraire équestre connu d'un capitaine général est celui de Pietro Farnèse dans la cathédrale de Florence. Quand il meurt de la peste un an après avoir dirigé les troupes florentines lors de la victoire de Bagno a Vena en 1363 contre Pise, la commune l'honore d'une tombe dotée d'un groupe équestre en bois polychrome aujourd'hui disparu. Des dessins du XVIIIe et du XIXe siècle le montrent chevauchant et s'apprêtant à charger.
La tombe du condottiere Gian Tedesco Tarlati di Pietramala, mort au service de Sienne en 1394 et inhumé dans la cathédrale de la ville, est surmontée d'une statue équestre de bois recouverte de toile et peinte, posée sur une pyramide de bois.

##### Monuments équestres des della Scala à Vérone
Le monument équestre de Cangrande, situé devant le portail de Santa Maria Antiqua de Vérone, est considéré comme le premier monument équestre en bosse ronde érigé au Moyen Âge au sud des Alpes. Le condottiere y est représenté chevauchant, son casque à cimier dans le dos, les jambes tendues vers l'avant, l'épée levée. Sur le sarcophage, une dalle porte son gisant; une pyramide le surmonte et supporte l'effigie équestre. Etant mort jeune et brutalement, c'est certainement son neveu Mastino II qui commanda le monument entre 1340 et 1345.
La tombe de Mastino II a été réalisée avant sa mort en 1351 et adopte la même organisation. La pyramide à degré est couronnée par la statue du cavalier, casqué et tenant une lance. il y est représenté armé pour une joute comme le montrent son écu et a selle de type allemand.
La dernière tombe des della Scala à Vérone est celle de Cansignorio, mort à 36 ans en 1376. Il commanda le monument pendant la maladie qui l'emporta. Pour ce faire, il fit appel au principal sculpteur en Lombardie à l'époque, Bonino da Campione, qui avait réalisé la statue équestre de son beau frère, Bernabo Visconti, seigneur de Milan.

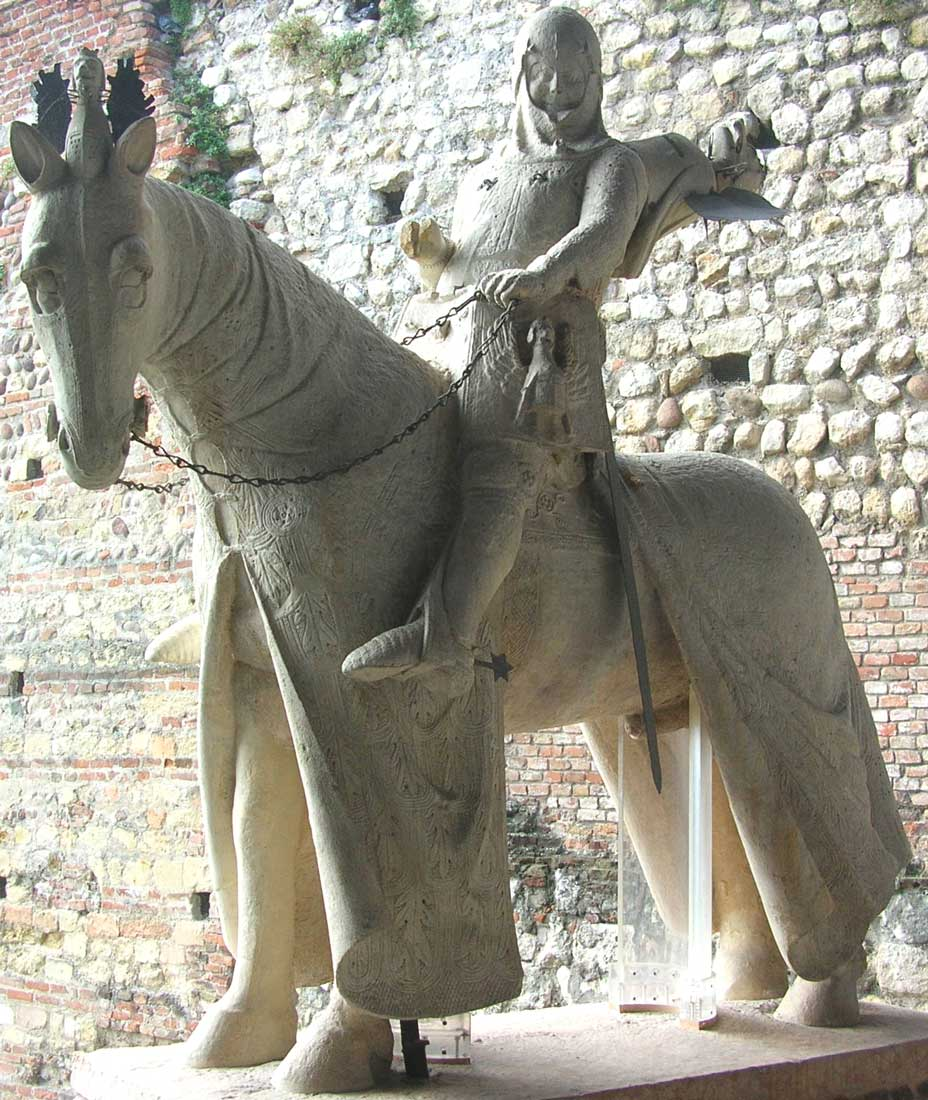
Réplique de la statue équestre de Cangrande della Scala (1291-1329), au sommet de son tombeau, à Vérone. L'original se trouve au Castelvecchio.
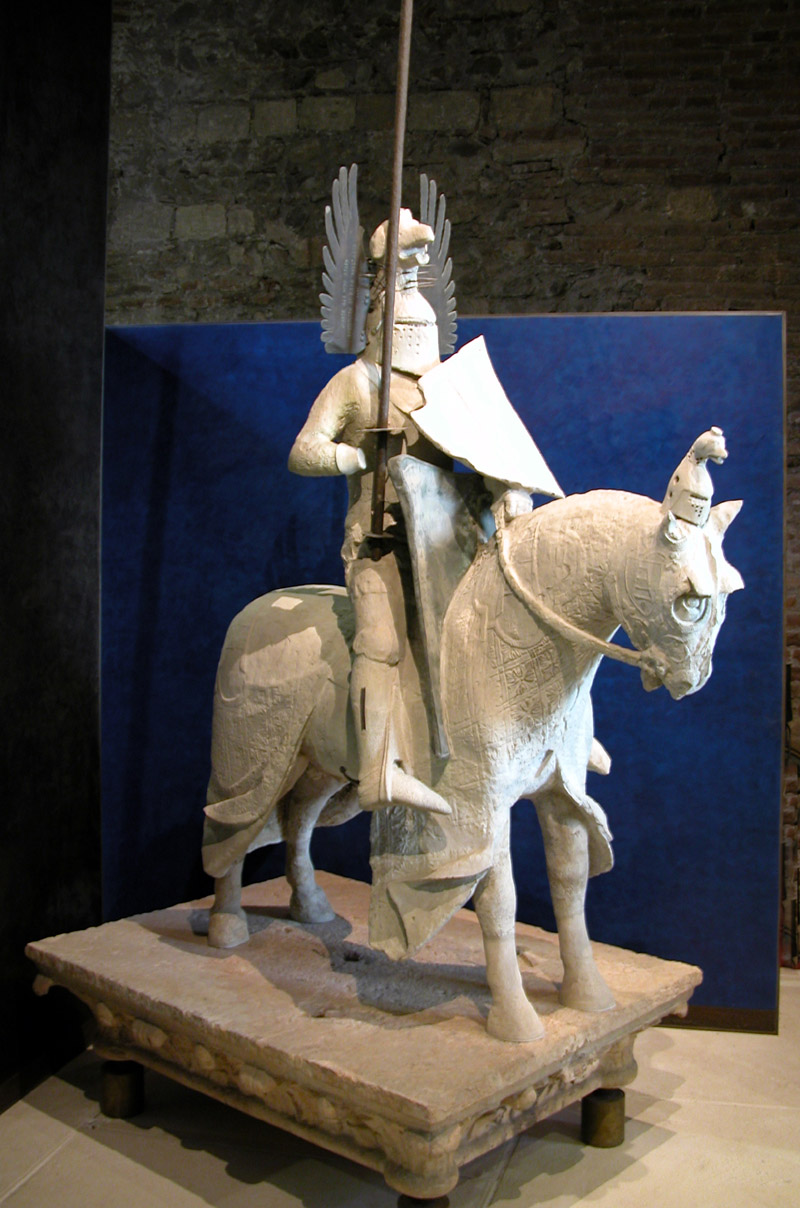
Statue équestre de Mastino II della Scala (1308-1351), ornant autrefois son tombeau, aujourd'hui au Castelvecchio.
Statuette équestre dite de Charlemagne, musée du Louvre.
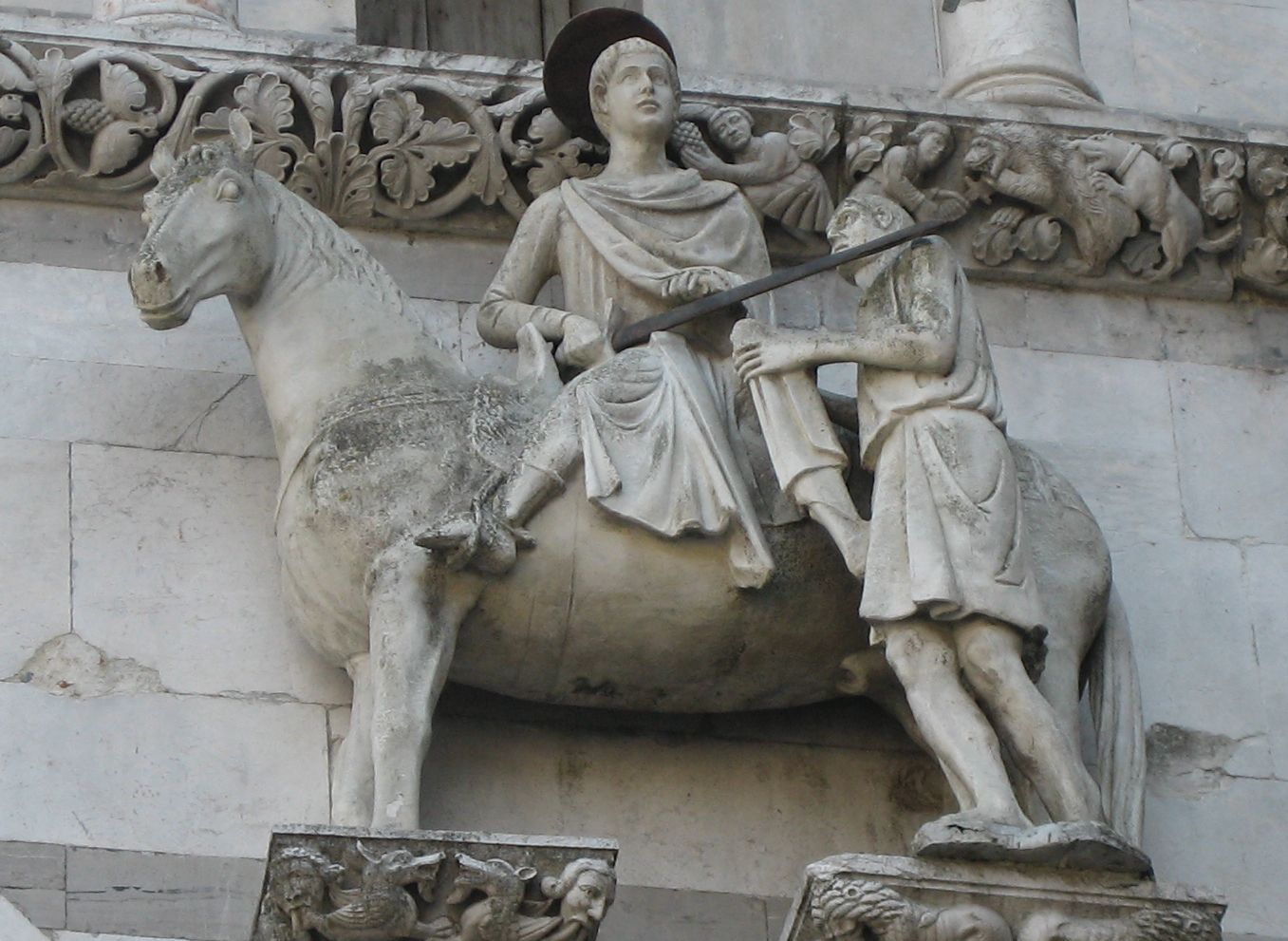
Saint Martin partageant son manteau, statue équestre ornant la façade de la cathédrale Saint-Martin de Lucques, début XIIIe siècle.

##### Monument funéraire de Barnabé Visconti à Milan

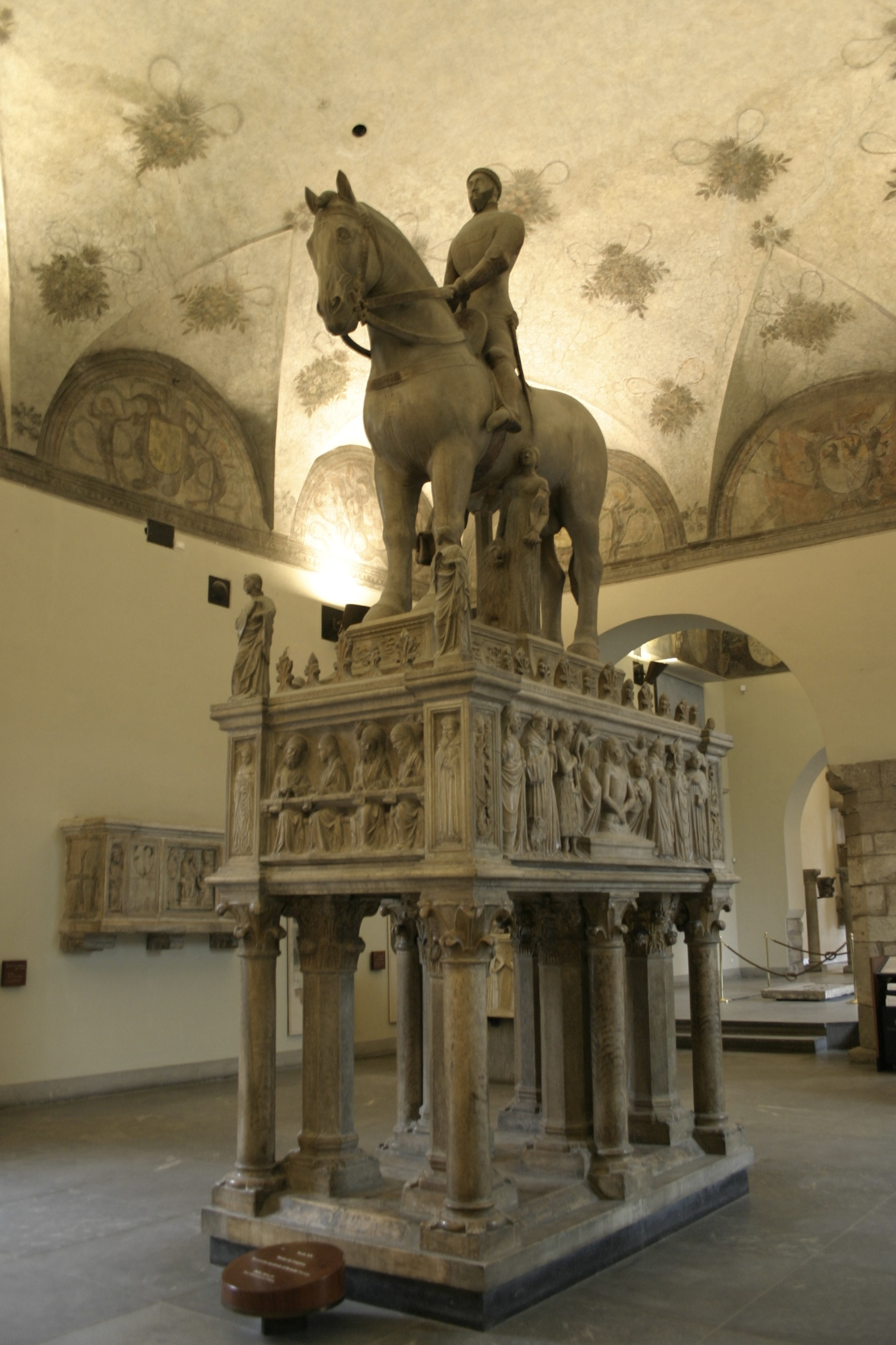
Monument funéraire de Barnabé et Béatrice Reine Visconti
(sculpture de Bonino da Campione, Castello Sforzesco)

Barnabé Visconti avait épousé Regina della scala de Vérone et s'est sans doute inspiré des statues équestres des seigneurs de la ville pour son monument funéraire. Il commanda sa tombe à Bonino da Campione bien avant sa mort en 1385. La cavalier et sa monture, supportés par des allégories de la Justice et de la Force, ont été réalisés à partir de 1363; le sarcophage ne fut achevé qu'après sa disparition. Le groupe est sculpté dans un marbre blanc. À l'origine, la figure du cavalier était couverte de plaques d'argent, et ses éperons et son bouclier, aujourd'hui perdus, étaient dorés. Haute de plus de six mètres, la tombe devait être placée perpendiculairement à l'autel, regardant et menaçant le nef, donnant au seigneur de Milan l'image d'un prince inflexible et décidé. La sarcophage qui sert de base est supporté par six colonnes rondes et six octogonales, peintes à l'origine de motifs géométriques.
Ce monument funéraire, aujourd'hui conservé au Castello Sforza, se trouvait à l'origine derrière le maitre-autel de l'église San Giovanni in Conca de Milan qui avait été restaurée sur l'ordre de Barnabé qui souhaitait en faire la nécropole de sa dynastie. La tombe y occupait la position habituellement réservée aux principaux reliquaires.

##### Monument funéraire de Paolo Savelli à Venise
La république de Venise érigea à ses frais vers 1415-1420, dans l'église Santa Maria Gloriosa dei Frari qui abrite les monuments funéraires des grands hommes de la ville, une tombe pour Paolo Savelli, noble romain mort en 1405 de la peste alors qu'il assiégeait Padoue. De son vivant, Savelli avait contribué financièrement au voûtement de la partie est de l'église, probablement dans le but d'y élire sa sépulture. Son sarcophage, qui prend place dans le bras sud du transept, fut sans doute commandé par lui ou sa famille. La statue équestre qui le surmonte est polychrome et frappe par le naturalisme du cavalier. Elle est datée de 1420-1430, date qui correspond à la politique militaire agressive du doge Francesco Foscari. Une longue inscription détaille ses campagnes militaires. Cette tombe est le seul monument équestre mortuaire commandée par la République au XVe siècle.

### Renaissance

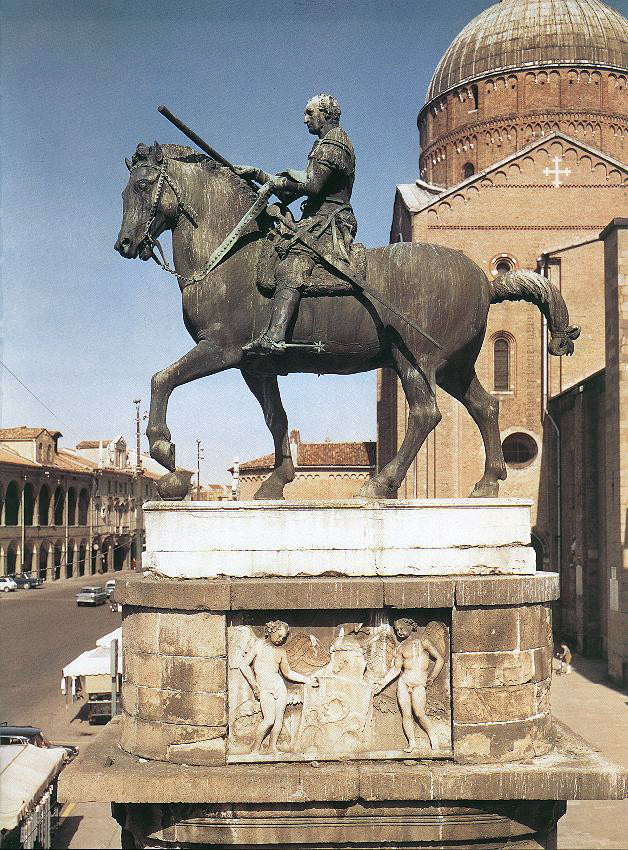
La statue de Gattamelata de Donatello (1446-1453) est le premier bronze équestre de grandeur nature réalisé depuis l'Antiquité ; les exemples médiévaux sont en bois ou en pierre.

Après l'époque romaine, aucun bronze monumental équestre n'a plus été fondu en Europe avant la statue équestre du condottiere Gattamelata réalisée par Donatello à Padoue en 1445–1450. Comme le montrent les deux fresques de la cathédrale de Florence, le Monument équestre de Sir John Hawkwood de Paolo Uccello et le Monument équestre à Niccolò da Tolentino d'Andrea del Castagno, dans l'Italie du XVe siècle la statuaire équestre était spécifiquement associée aux condottieri. La Statue du Colleone de Verrocchio à Venise (1478–88) en est un autre exemple.
Venise se méfie des monuments érigés à la gloire de ses serviteurs. elle n'accepte qu'avec une grande réticence leur mise en place quand elle refuse ce privilège à ses patriciens. Le Monument équestre à Gattamelata a été élevé à l'initiative de sa veuve avant que la République s'en attribue le mérite; la Statue du Colleone a été financée par le condottiere et figurait dans son testament avec un legs à la République. Comme tous les condottieres statufiés, ils arborent pour l'éternité les traits d'un capitaine victorieux. Ces deux statues équestres connaissent un écho important dans l'Italie de la fin du XVe siècle.
Le Portrait équestre de Charles Quint à la bataille de Muehlberg du Titien en 1548 a ouvert la voie à son application aux souverains et la statue équestre du grand-duc Cosme Ier de Toscane par Giambologna à Florence (terminée en 1598) est la première statue à représenter un souverain plutôt qu'un condottiere.

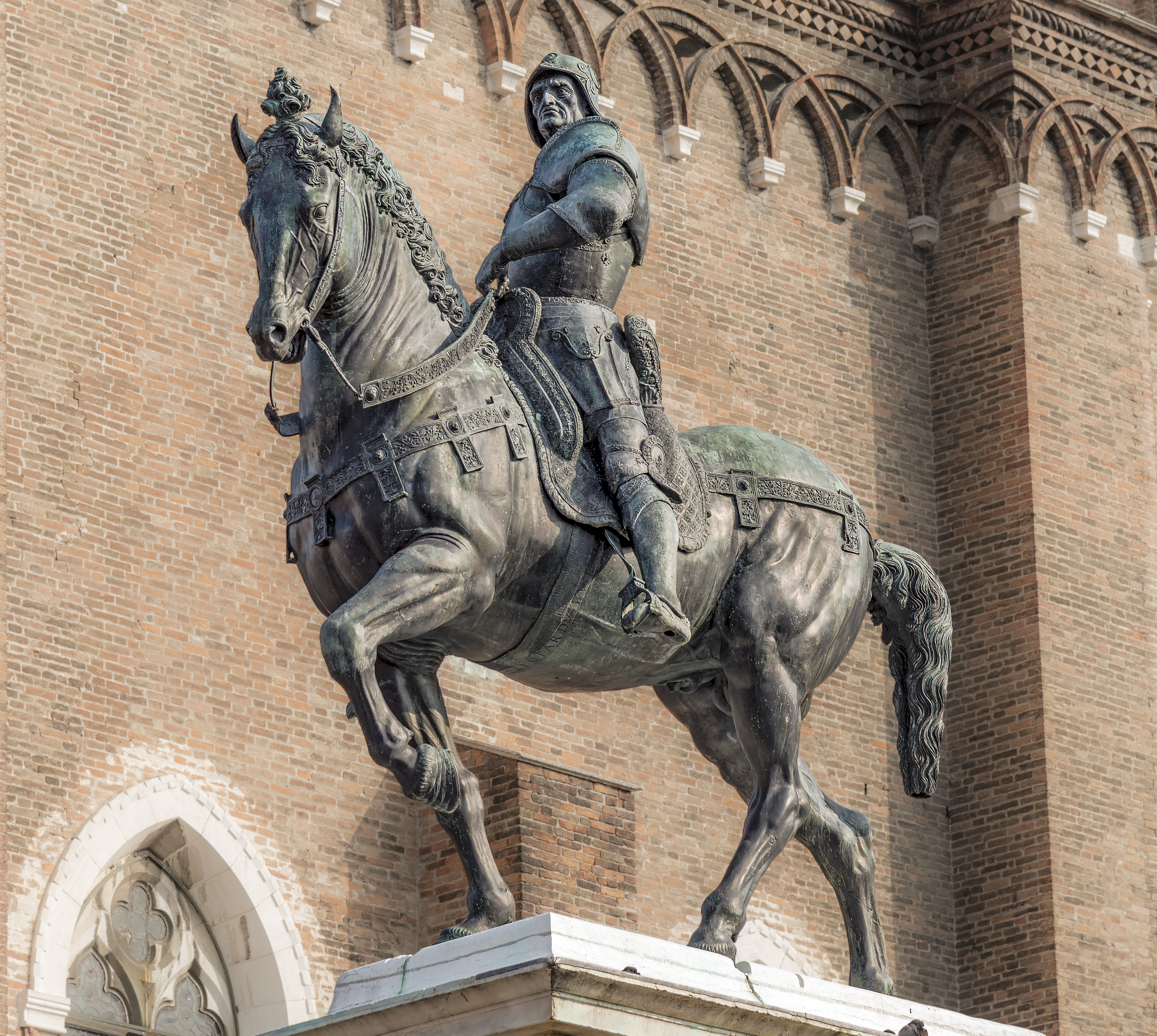
Statue du Colleone, à Venise, 1488.
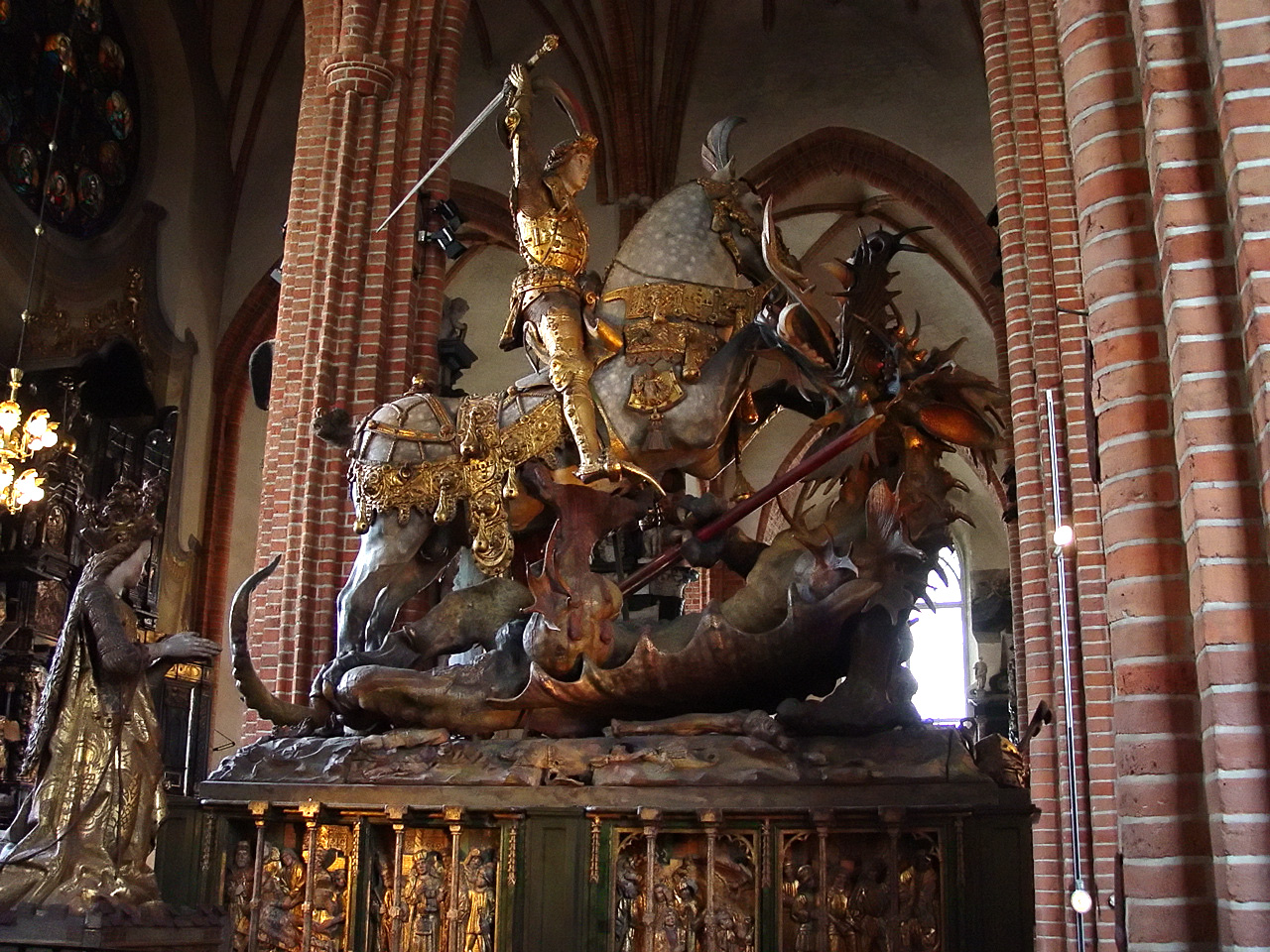
Saint Georges et le Dragon, sculpture en bois de Bernt Notke dans la cathédrale de Stockholm (1489).

La statue équestre de Ferdinand Ier de Médicis sur la Piazza della Santissima Annunziata de Florence, commencée par le même de Giambologna, a été terminée par son assistant Pietro Tacca en 1608. La dernière commande publique de Tacca a été le colossal bronze équestre de Philippe IV d'Espagne, commencé en 1634 et expédié à Madrid en 1640. Dans la sculpture de Tacca, installée au sommet d'une fontaine au centre de la place de l'Orient, face au palais royal de Madrid, le cheval se cabre et tout le poids repose sur les deux jambes arrière, ainsi, plus discrètement, que sur sa queue — une disposition qui n'avait encore jamais été adoptée pour une figure de cette taille.

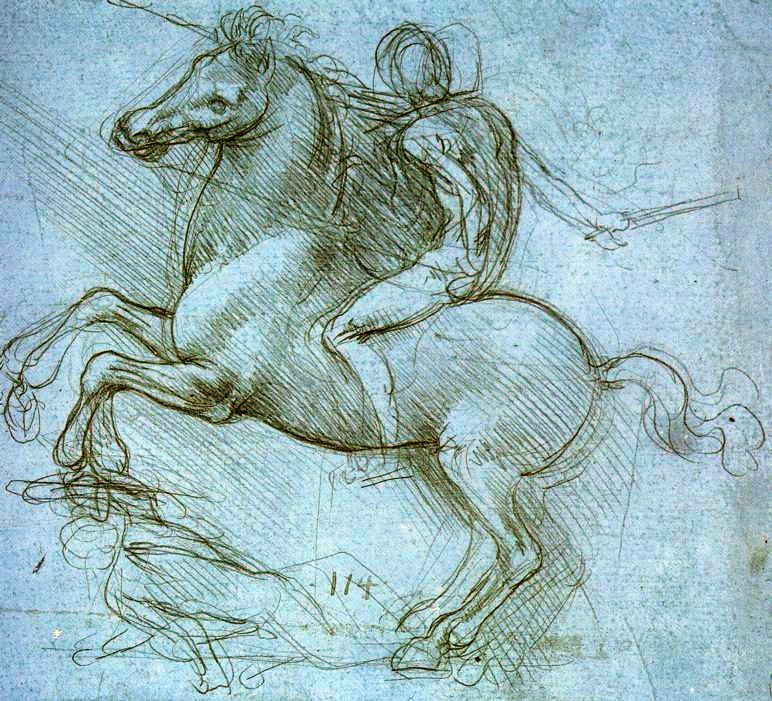
Esquisse du monument équestre de Francesco Sforza par Léonard de Vinci, 1482.

Le Cheval de Léonard, monument à Francesco Sforza conçu par Léonard de Vinci, n'a été réalisé qu'en plâtre. Quelque 500 ans plus tard, une grande sculpture en bronze inspirée de dessins de Léonard a été réalisée à Milan. La seule statue équestre de l'artiste encore existante est le Cheval de cire (en), un modèle préparatoire pour une statue de Charles II d'Amboise (selon l'historien d'art Carlo Pedretti).

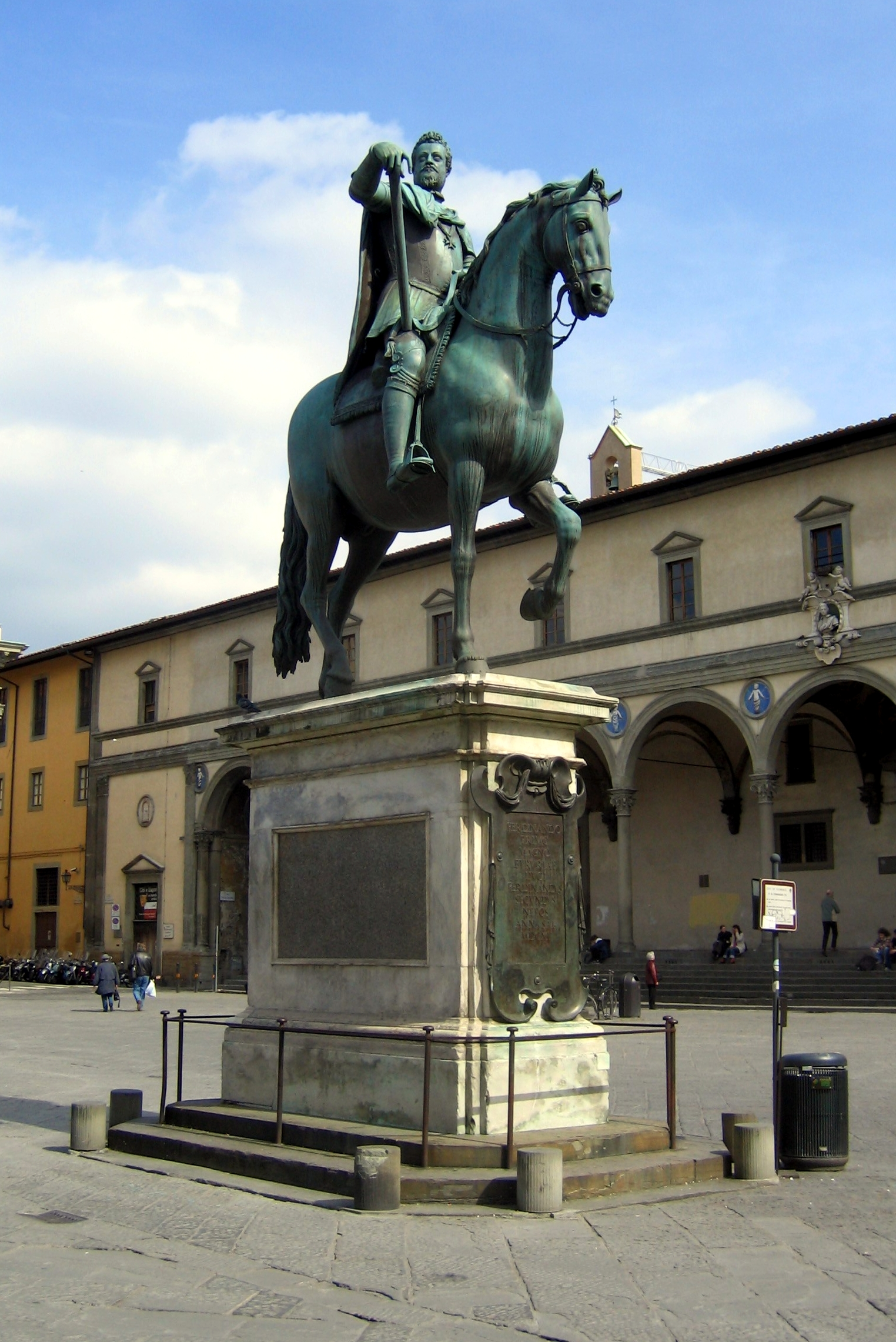
Statue de  Ferdinand Ier de Médicis à Florence, 1608.
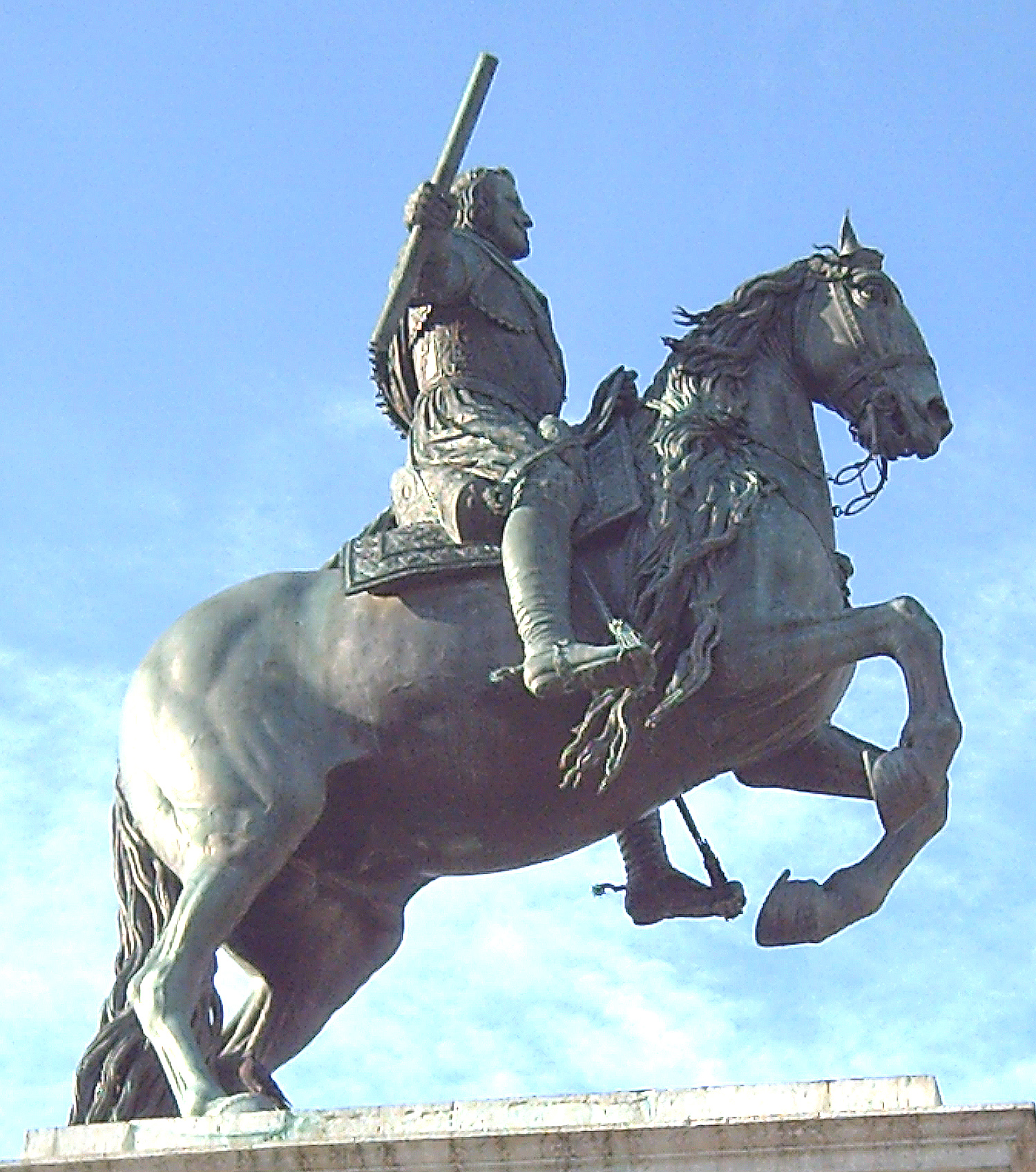
Monument à Philippe IV d'Espagne, Madrid, 1640.

### Absolutisme classique

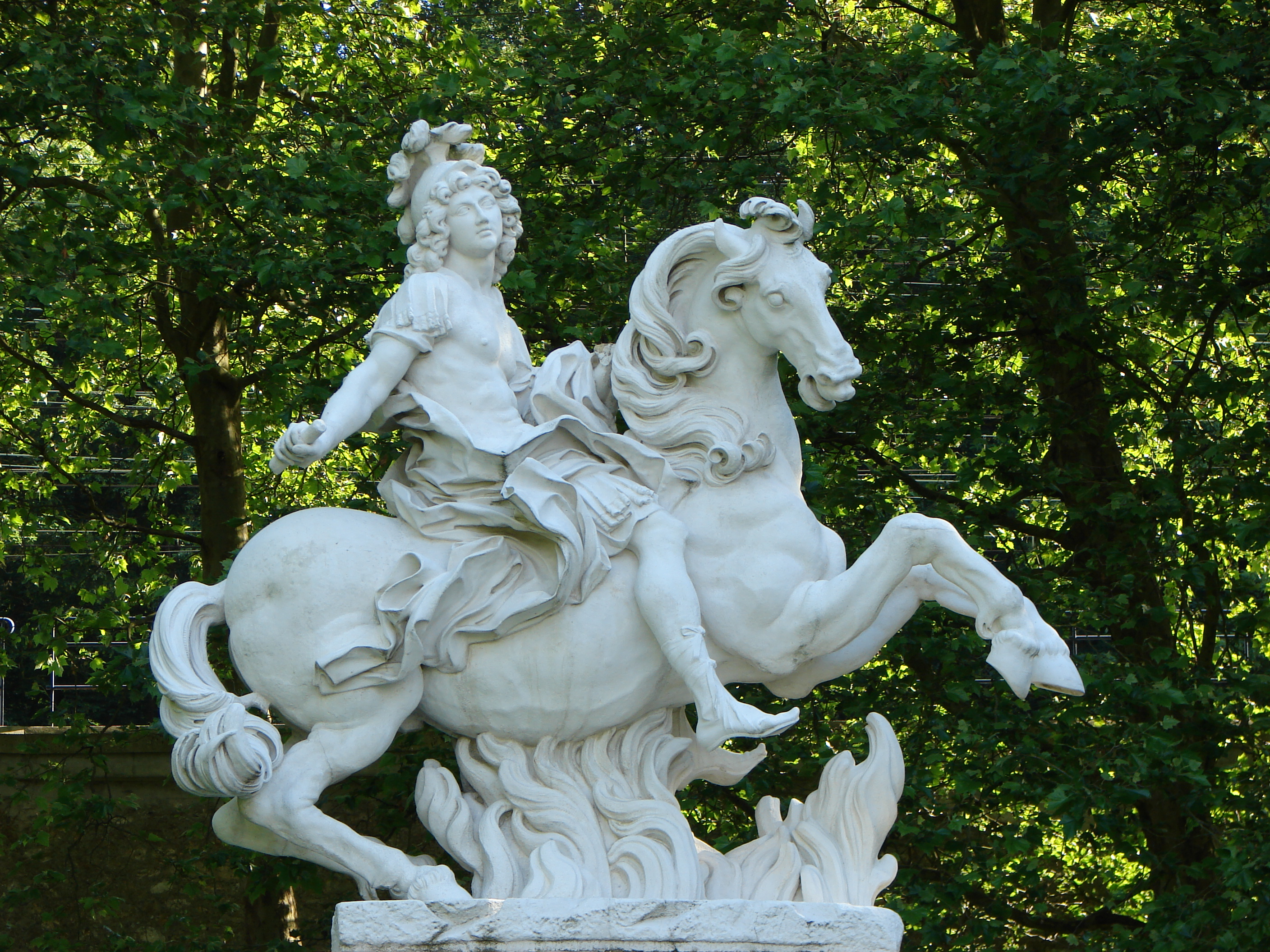
Statue en marbre de Louis XIV à Versailles, par Le Bernin, 1677.

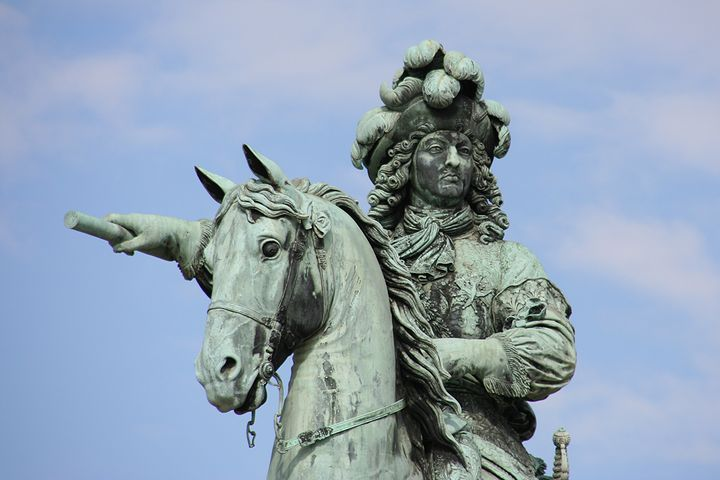
La statue de Louis XIV, sur la place d'Armes, à Versailles (1838), est une commande de Louis XVIII.

Les statues équestres ont été populaires auprès des souverains durant l'absolutisme, particulièrement en France ; Louis XIV en avait une devant le château de Versailles, et celle de la place Vendôme à Paris, œuvre de François Girardon (1699), est considérée comme la première grande statue équestre moderne coulée d'une seule pièce. Elle a été détruite pendant la Révolution française, mais il en reste une petite version au musée du Louvre,,. La statue du roi Charles Ier réalisée par Hubert Le Sueur en 1633 (aujourd'hui installée à Trafalgar Square à Londres) est la première grande statue équestre d'Angleterre, ainsi que la première d'une longue série. La statue équestre de Joseph Ier de Portugal, située Praça do Comércio à Lisbonne, conçue par Joaquim Machado de Castro après le Tremblement de terre de Lisbonne de 1755, est considérée comme le pinacle de la statuaire de l'âge de l'absolutisme. Le Cavalier de bronze (russe : Медный всадник) est une fameuse statue équestre de Pierre le Grand édifiée en 1782 par Étienne Maurice Falconet sur une énorme base de granite à Saint-Pétersbourg. Le fait que deux de ces artistes soient français montre la lenteur de la diffusion des compétences nécessaires à la création de telles œuvres, mais au XIXe siècle la plupart des pays occidentaux les avaient acquises, et la plupart des statues équestres de personnalités plus anciennes datent en fait de cette époque ou du début du XXe siècle.

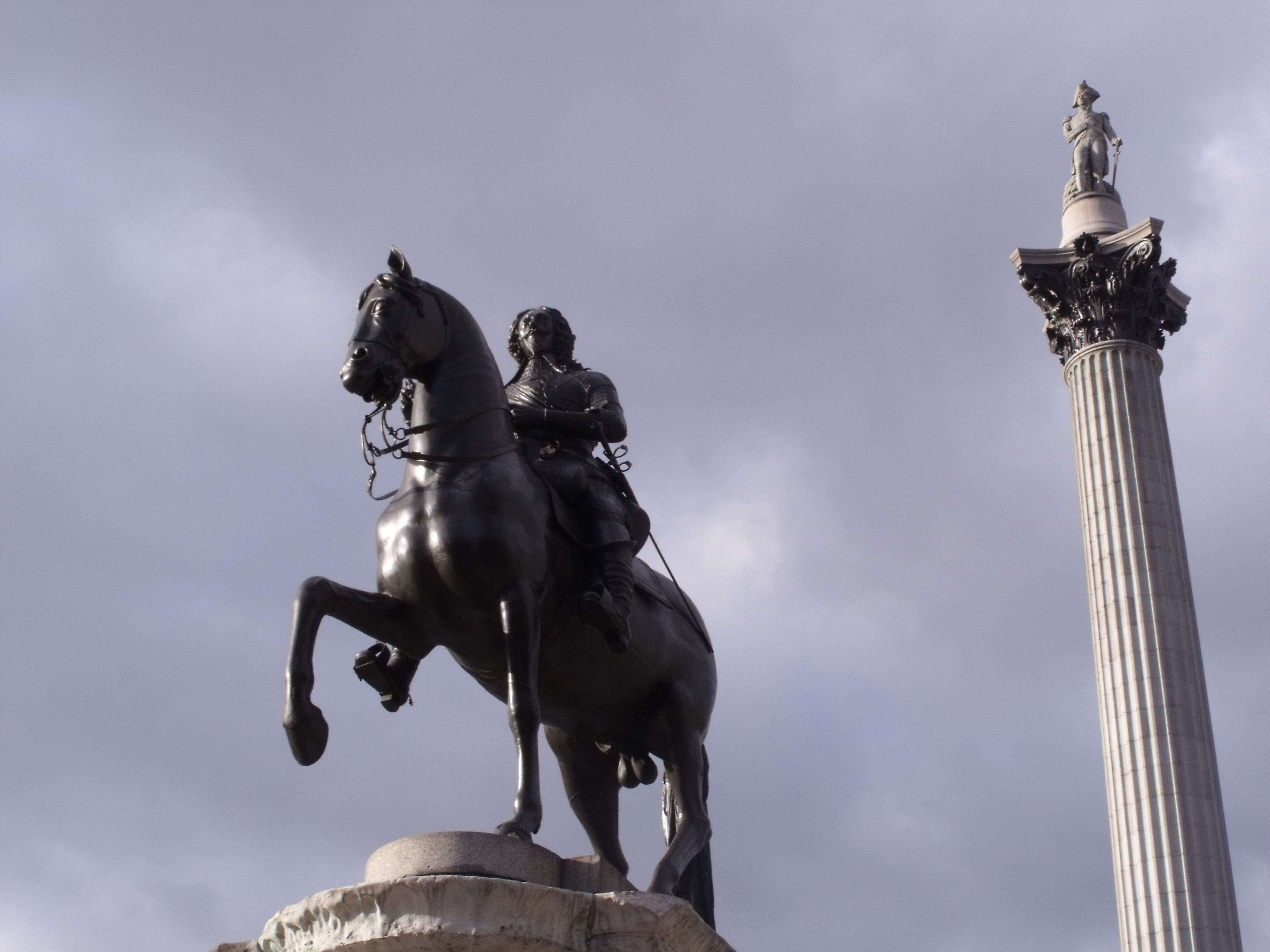
Statue équestre de Charles Ier et colonne de Nelson, Trafalgar Square.
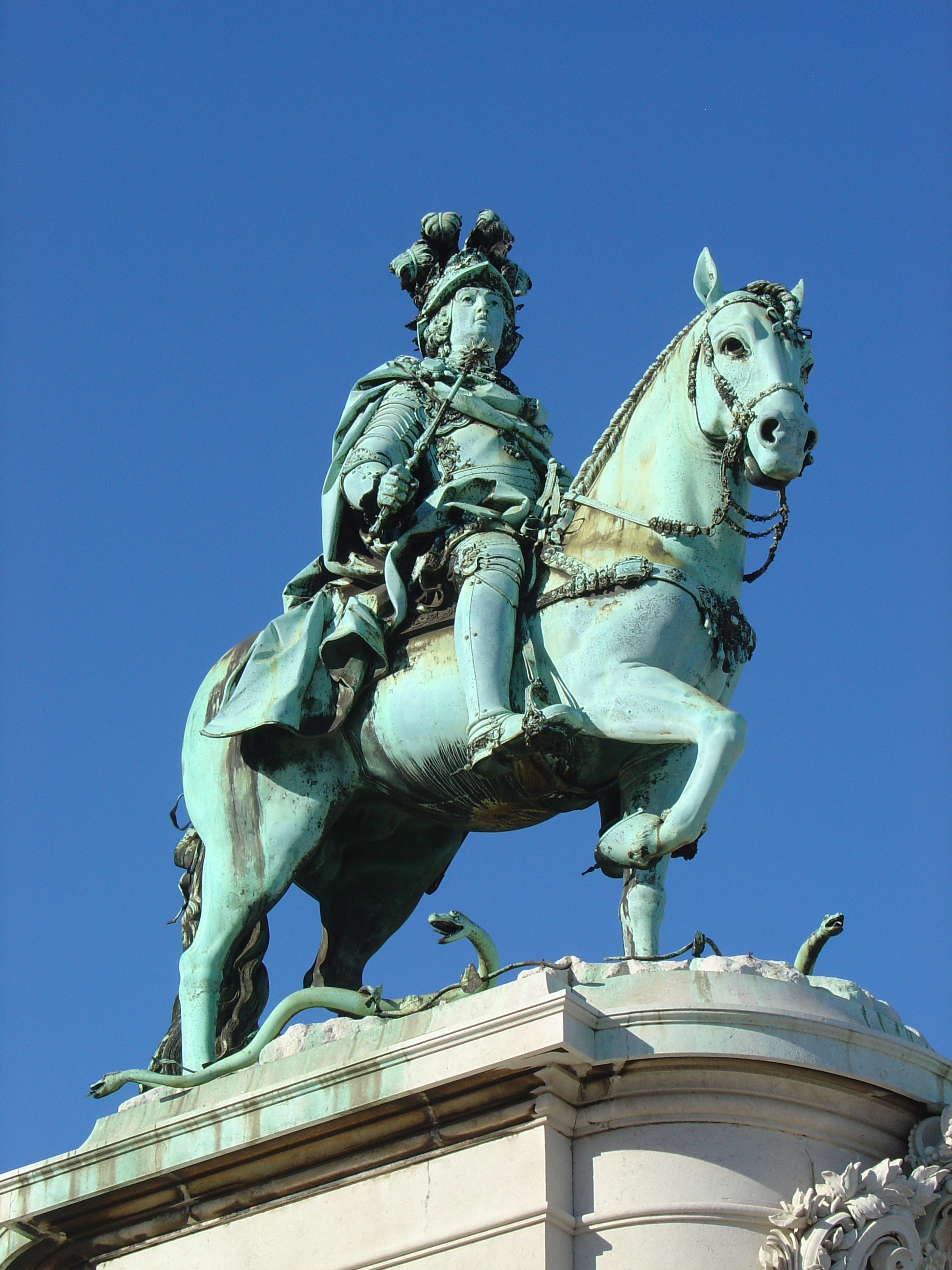
Joseph Ier de Portugal, Lisbonne.
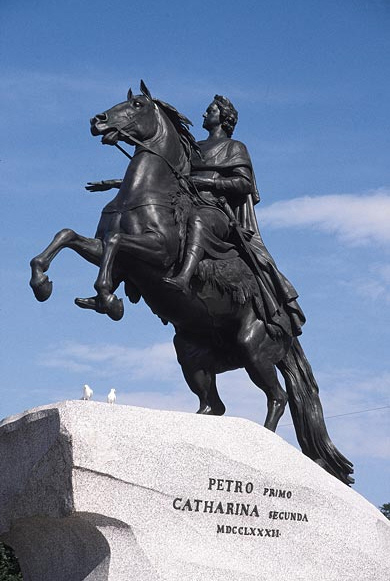
Pierre le Grand, 1782, à Saint-Pétersbourg.

### États-Unis

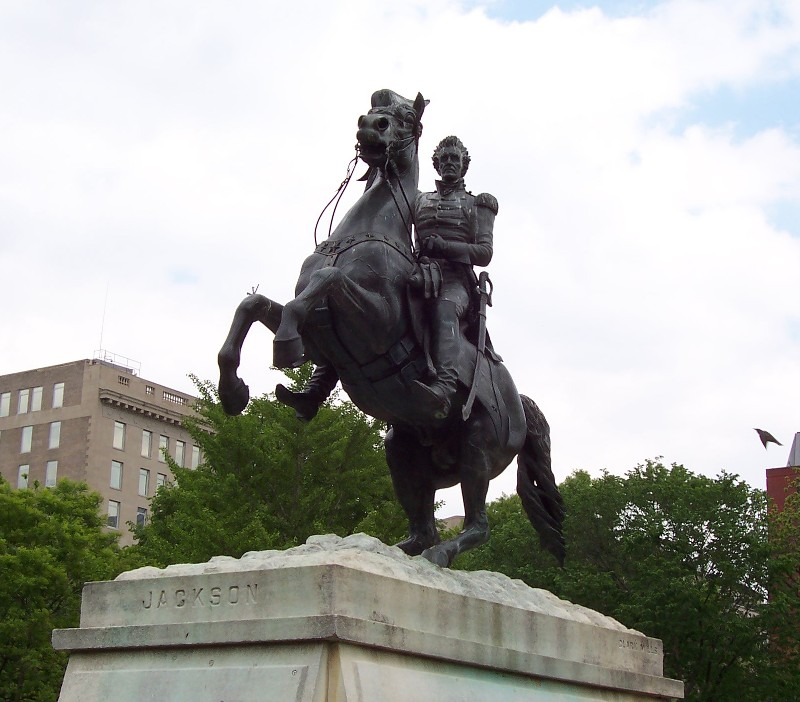
Andrew Jackson, à Washington DC, 1852.

Aux États-Unis, les trois premières statues équestres à l'échelle sont celles d'Andrew Jackson par Clark Mills en 1852, de George Washington par Henry Kirke Brown en 1856 (pour Union Square à New York) et une autre de Washington par Thomas Crawford à Richmond (Virginie) (1858). Mills fut le premier sculpteur américain à représenter un cavalier sur un cheval cabré. Sa sculpture eut assez de succès pour qu'il la reproduisît à Washington, à La Nouvelle-Orléans et à Nashville. Cyrus Edwin Dallin (1861-1944) se fit une spécialité de portraits équestres d'Amérindiens ; son Appeal to the Great Spirit de 1909 se trouve devant le musée des beaux-arts de Boston. Le monument de Robert Gould Shaw à Boston (1897) comporte un haut-relief avec un portrait équestre.

### XXesiècle
Au cours du XXe siècle, les représentations équestres ont progressivement décliné, aussi bien du fait de la chute des monarchies que de la fin de l'utilisation militaire des chevaux. La statue de la reine Élisabeth II sur son cheval Burmese, au Canada, et les statues de Lakshmî Bâî à Gwalior et Jhansi, en Inde, sont de rares exemples de portraits de cavalières.
En Amérique du Nord, les années 1970 et le début des années 1980 ont vu une certaine renaissance des monuments équestres, principalement dans le Sud-Ouest des États-Unis. Des centres artistiques comme Loveland au Colorado, Shidoni Foundry au Nouveau-Mexique et de nombreux ateliers du Texas ont recommencé à y produire des statues équestres. Ce mouvement prend deux formes, soit la célébration de personnalités particulières, soit celle d'archétypes comme le cow-boy ou différents types d'Amérindiens.

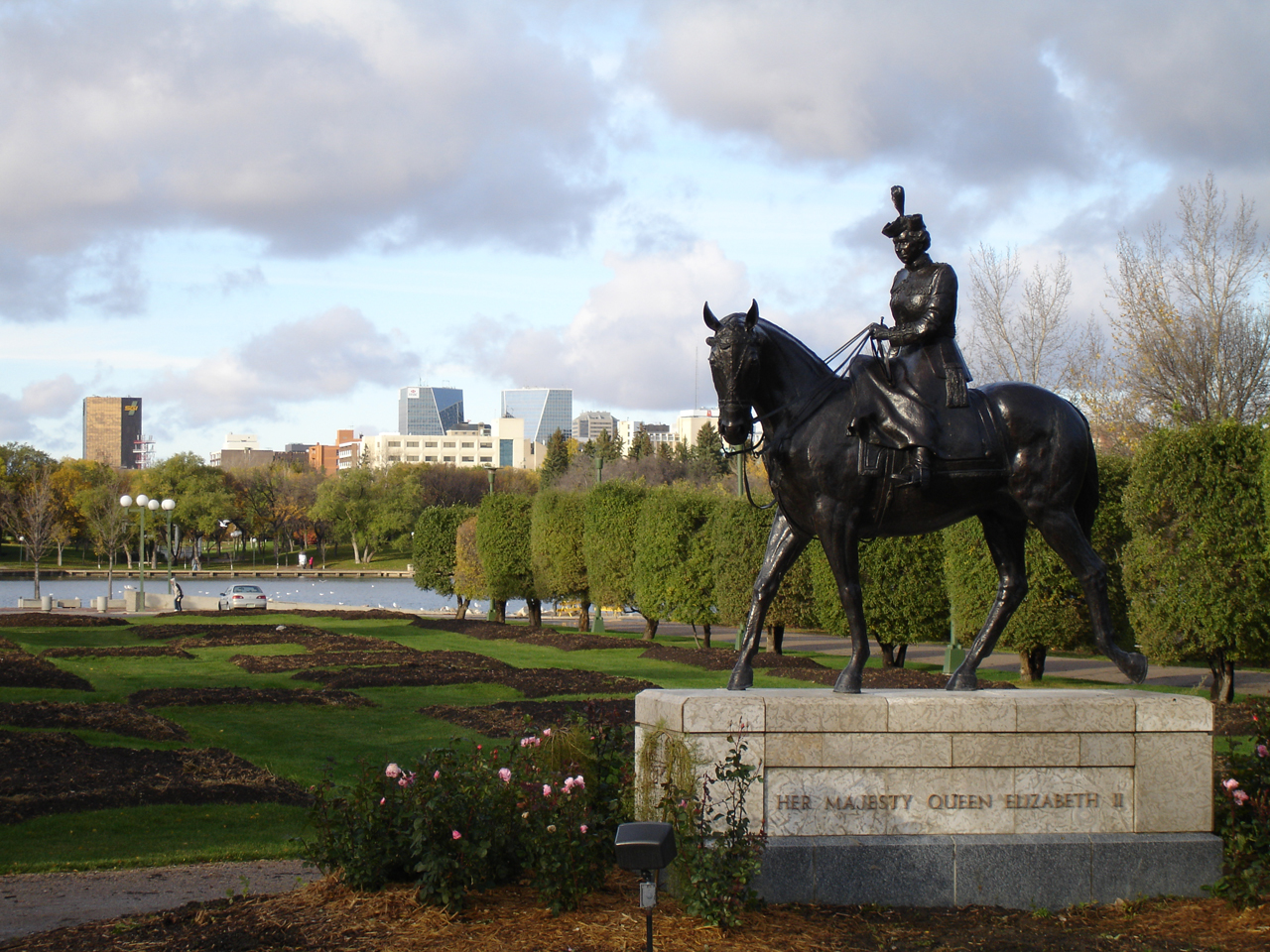
Élisabeth II sur son cheval Burmese, à Regina (Saskatchewan).

## Particularité
Elle est réservée aux monarques, aux héros ou aux guerriers conquérants et présente toujours un exercice de virtuosité de l'artiste. De par sa nature, elle ne peut que très difficilement être réalisée en pierre, le bronze est donc nécessaire mais, même dans ce métal, sa réalisation tient de la prouesse. Pourtant, le XIXe siècle a vu des monuments équestres en fonte de fer : les plus connus sont ceux de Jeanne d'Arc d'après l'œuvre de Frémiet. Mais il existe aussi des statues « profanes » liées au monde de la chasse à courre (Le Piqueur de Pierre Le Nordez).
De manière anecdotique, une légende urbaine affirme que la position représentée permettrait de déterminer les conditions de la mort du cavalier : lorsque le cheval a les deux membres avant levés, son cavalier serait mort au combat ; lorsque seul le membre avant droit est levé, son cavalier aurait été assassiné (ou tué par ses adversaires, hors du champ de bataille) ; lorsque le membre avant gauche est levé, le cavalier serait mort à la suite de ses blessures au combat. Si les quatre membres touchent terre, le héros serait mort naturellement. De très nombreuses statues équestres contredisent complètement de telles affirmations.